# St. Castulus (Puchschlagen)

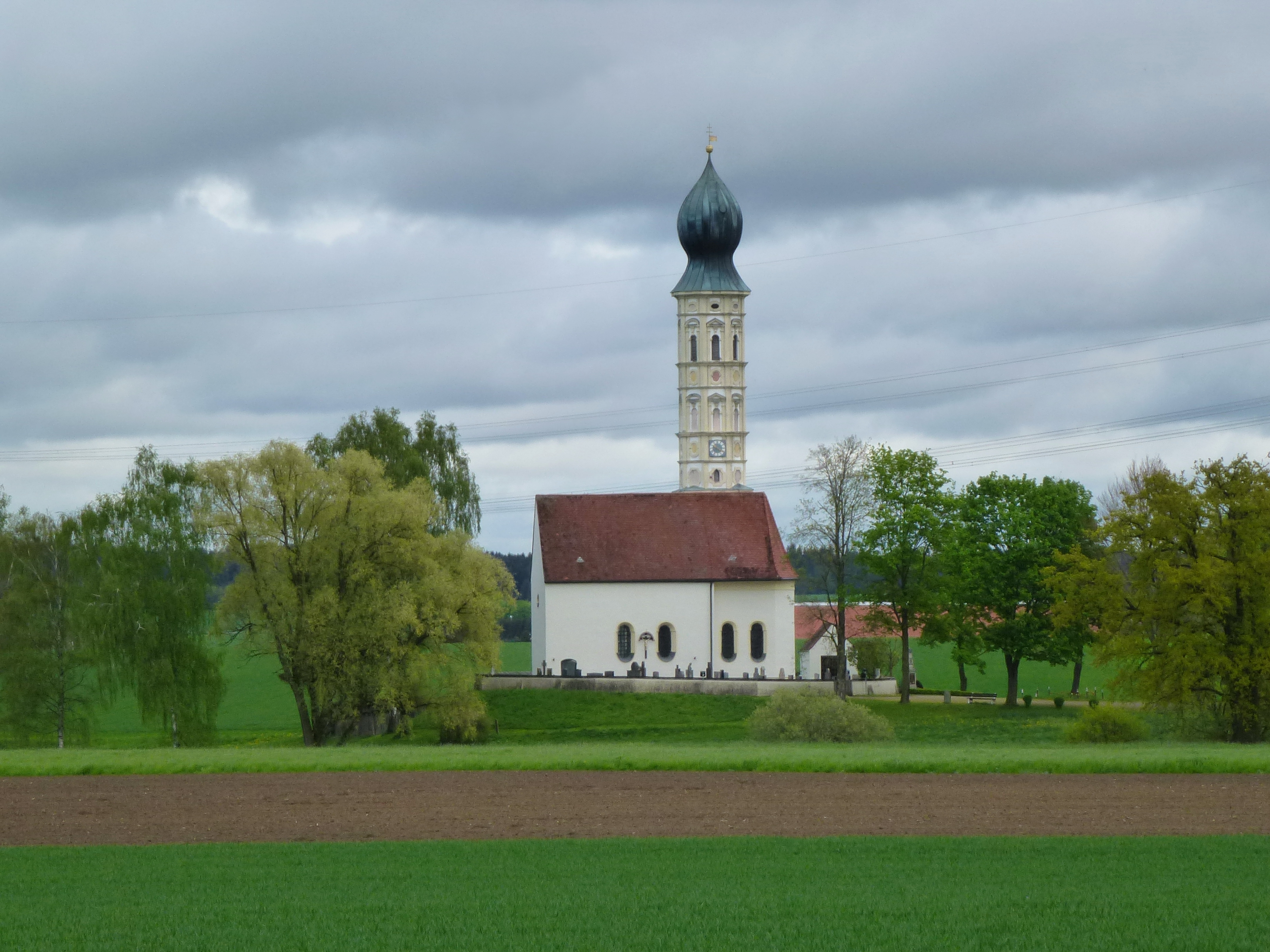
Kirche St. Castulus

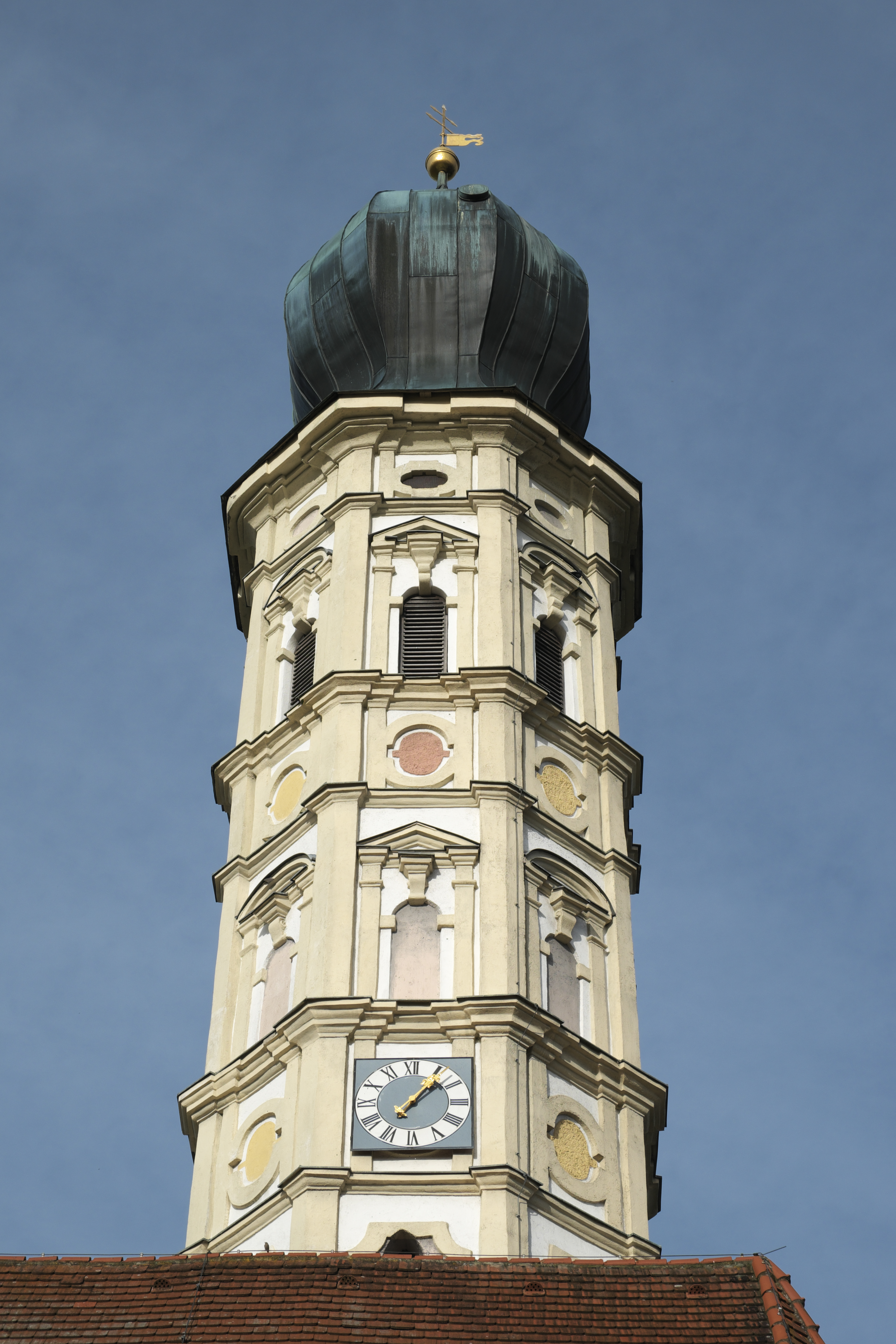
Turm

Die römisch-katholische Filialkirche St. Castulus befindet sich in Puchschlagen in der Gemeinde Schwabhausen (Oberbayern). Sie ist eine Filiale der Pfarrei St. Michael in Schwabhausen. Die Kirche steht unter Denkmalschutz.

## Geschichte
Eine Kirche in Puchschlagen wurde urkundlich erstmals schon im Jahr 814 erwähnt. Auch das Castulus-Patrozinium deutet auf hohes Alter. Die heutige einschiffige Kirche hat einen eingezogenen, dreiseitig geschlossenem Chor. Sie stammt im Kern aus spätgotischer Zeit und wurde im Jahr 1663 nach der Verwüstung im Dreißigjährigen Krieg unter Belassung des Chores und des Turmunterbaues barockisiert und 1729 weiter umgebaut. Im nördlichen Chorwinkel steht der 42 Meter hohe, weithin sichtbare Turm mit hohem Oktogon und Zwiebelhaube, der 1695 erhöht wurde.
Seit 1977 gehört die Filialkirche St. Kastulus in Puchschlagen zu der Pfarrei Schwabhausen.

## Ausstattung
Im Chor und Langhaus des Kirchengebäudes befinden sich Deckgemälde. Diese stellen verschiedene Szenen aus dem Leben des Patrons Kastulus und der Muttergottes dar. Diese Malereien wurden von dem Maler Joseph Krenauer aus Fürstfeldbruck im Jahr 1729 gemalt. Insgesamt sind 28 Deckengemälde vorhanden.

### Altäre
Der Hochaltar wurde 1690 für die Pfarrkirche in Kreizholzhausen geschnitzt und wurde 1740 nach Puchschlagen versetzt. Auf dem Altar ist eine Figur des St. Kaustulus zu finden. 
Der linke Seitenaltar aus dem Jahr 1729 wurde der Muttergottes geweiht, der rechte Seitenaltar aus 1929 dem hl. Josef. Jeder Altar besitzt entsprechende Figuren aus dem 19. Jahrhundert.

### Figuren
In der Kirche sind 11 Figuren vorhanden. Nach Einbrüchen in den Jahren 1973 und 1978 wurden wertvolle Figuren in das Diözesanmuseum in Freising gebracht und durch Kopien ersetzt. Abgebildet sind:
- Figur des heiligen Kastulus aus dem Jahr 1470St. Kastulus (aus dem Jahr 1470)

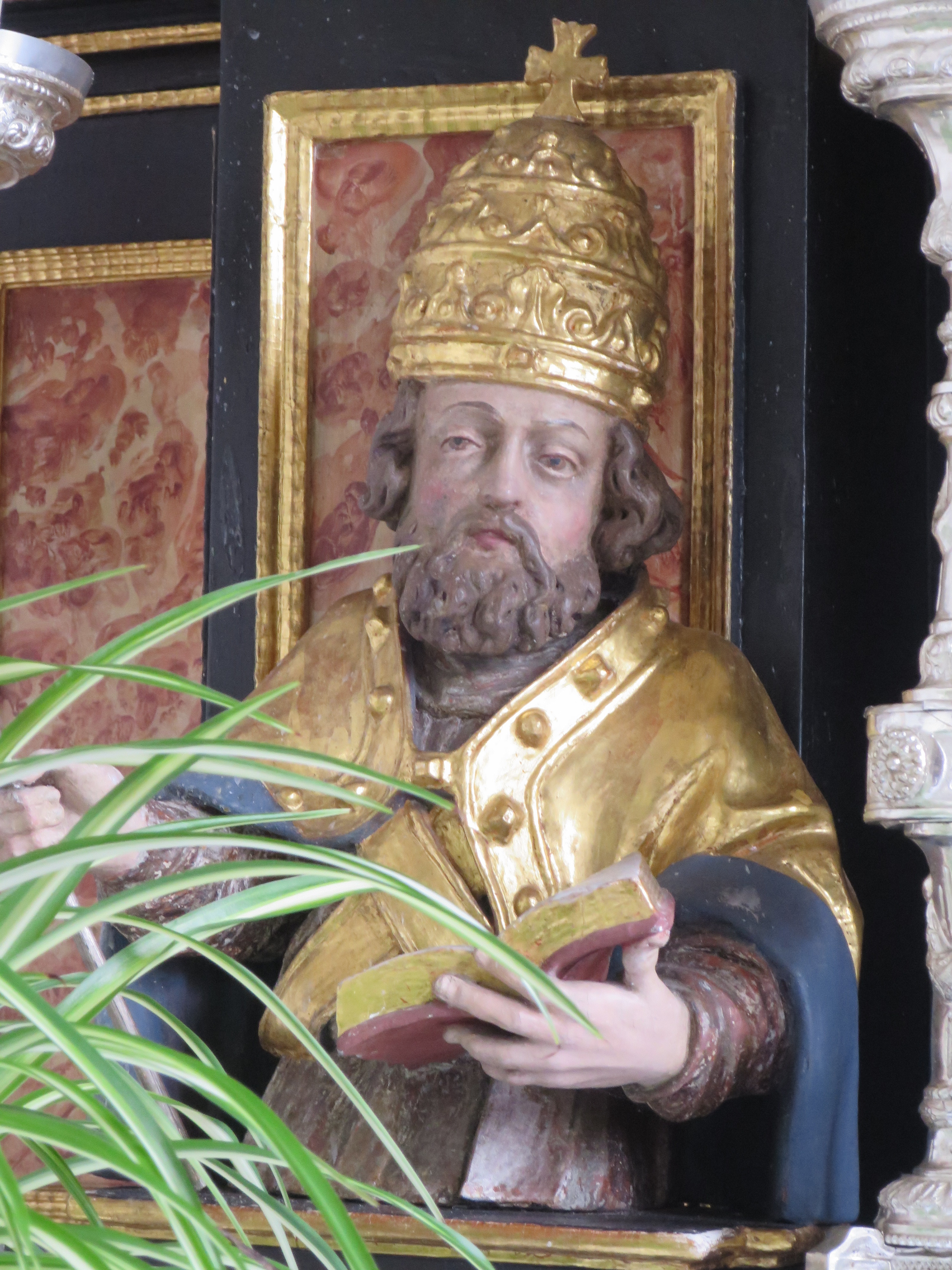
Figur des heiligen Kastulus aus dem Jahr 1470

- St. Gregor im Papstgewand (aus dem 18. Jahrhundert)
- St. Silvester (aus dem 18. Jahrhundert)
- St. Egidius mit einem Hund
- Muttergottes (aus dem 19. Jahrhundert)
- St. Josef mit Jesuskind (aus dem 19. Jahrhundert)
- St. Johannes der Täufer (aus dem Jahr 1988)
- St. Blasius
- Bruder Konrad von Parzham (aus dem 20. Jahrhundert)
- St. Leonhard (aus dem Jahr 1880)

## Ursprungslegende
Ungewöhnlich ist der Standort der Kirche, da diese außerhalb des Dorfes Puchschlagen steht. Die Legende besagt, dass die Kirche ursprünglich in der Dorfmitte gebaut werden sollte. Die Steine, die für den Bau der Kirche verwendet werden sollten, wanderten jedoch nachts an den aktuellen Standort der Kirche außerhalb des Dorfes. Dies wurde als göttliche Weisung interpretiert und die Kirche wurde außerhalb des Dorfes gebaut. Belege für einen Wahrheitskern dieser Legende gibt es nicht.